# Futebol na Venezuela
O futebol na Venezuela, apesar de estar entre os mais populares, ainda não é o principal esporte do país, pois a preferência dos venezuelanos continua sendo o beisebol.

## História
O futebol foi introduzido na Venezuela por ingleses encarregados da exploração de minérios e do caucho próximo ao rio Orinoco, no final do século XIX. O primeiro registro do futebol no país foi na data de 16 de julho de 1876, quando o jornal semanal El Correo del Yuruari publicou uma nota relatando a exibição de "um sport chamado foot-ball" em Caratal, localidade próxima a El Callao, no estado de Bolívar. A partida festiva, em comemoração ao Dia da Virgen del Carmen, foi organizada pelo professor galês de nome A.W. Simpson, que trabalhava para as companhias exploradoras de ouro da região. O resultado da primeira partida de futebol disputada em solo venezuelano permanece desconhecido.
Em 1921, é disputado o primeiro Campeonato Venezuelano, constituído somente por equipes de Caracas. O campeão foi o Las América, sendo o Centro Atlético vice-campeão. Com o número crescente de equipes participantes da competição e a dificuldade de realização de jogos oficiais, foi criado o Alto Tribunal de Foot Ball, que daria lugar à formação da Federación Nacional de Fútbol em 1º de dezembro de 1925. Na reunião de fundação da entidade, estiveram presentes os representantes dos clubes Alianza, Campeador, Barcelona, Caracas Sport, Centro Atlético, Libertad, Loyola, Nueva Esparta, Unión, Venezuela e Venzóleo. A primeira diretoria ficou assim estabelecida:
- Presidente: Cap. Juan Jones Parra
- Vice-presidente: Victor Brito Alfonzo
- Secretário: Pe. Feliciano Gastamiza
- Tesoureiro: Henry Rodemaker

A falta de organização estrutural levou ao desaparecimento da entidade, a qual foi substituída pela Liga Venezolana de Fútbol, em 1932. Esta funcionou até o final de 1938. No ano seguinte, surge a Asociación Nacional de Fútbol.
Em 1951, o futebol da Venezuela passa por novo ciclo de alteração estrutural e é constituída a atual Federación Venezolana de Fútbol, que acaba recebendo o reconhecimento da FIFA e do Comitê Olímpico Venezuelano no final do mês de novembro. A filiação na entidade máxima do futebol mundial e na CONMEBOL (última das federações nacionais a integrá-la) viria no ano seguinte. O capitão Tulio Salgado Ayala torna-se o primeiro presidente da Federación Venezolana de Fútbol. O profissionalismo chegou ao futebol venezuelano em 1957. O primeiro campeão da era profissional foi o Universidad Central, da capital.
O futebol venezuelano passou por várias sanções da FIFA. Em 1973, o Deportivo Italia não pôde participar da Copa Libertadores por causa de problemas internos entre a extinta liga e a federação local, o que provocou a intervenção da entidade internacional. Em 1986, disputas internas na Federación Venezolana de Fútbol ocasionaram nova punição pela FIFA: a briga entre o ex-presidente da FVF, René Hemmer, e os outros dois candidatos ao cargo, Asdrúbal Olivares e José Vidal Douglas, deixou as equipes do Estudiantes de Mérida e do Deportivo Táchira fora da Libertadores. Em 2005, uma decisão da Justiça Comum promoveu o adiamento as eleições para a presidência da Federación Venezolana de Fútbol. Este fato contraria o estatuto da FIFA, pois toda decisão judicial envolvendo o futebol deve ser tomada pelos tribunais desportivos. Como punição, a FIFA ameaçou suspender a participação do futebol da Venezuela de todas as competições internacionais. Uma sentença do Tribunal Supremo de Justiça afastou a possibilidade de punição pela FIFA e permitiu a realização de eleições de acordo com os estatutos da entidade.

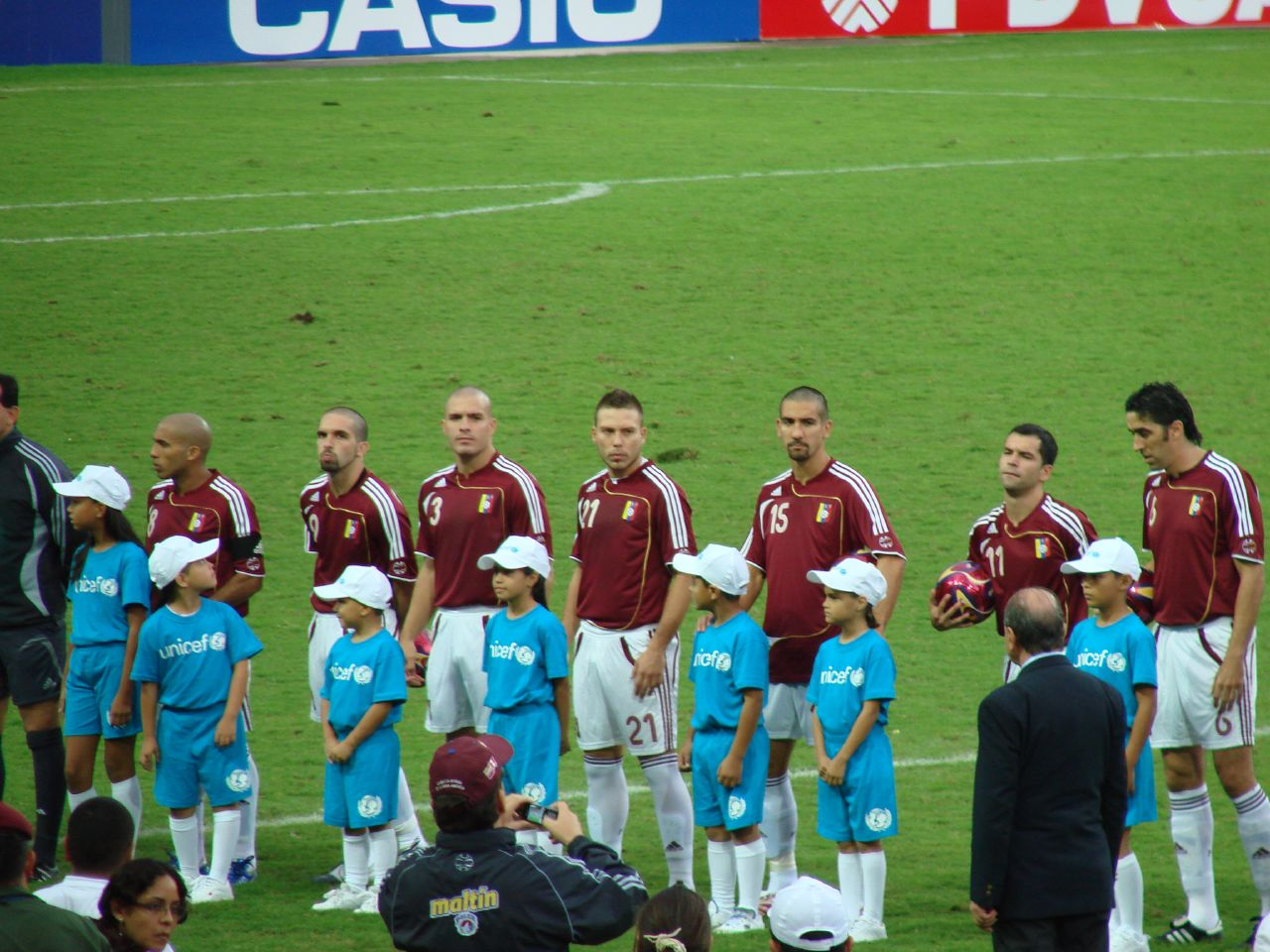
Seleção da Venezuela, antes da histórica partida contra o Peru pela Copa América de 2007, no Estádio Pueblo Nuevo de San Cristóbal (Venezuela).

Em 2007, a Venezuela foi sede da Copa América pela primeira vez. Nesta edição, a Seleção Venezuelana pôs fim ao tabu histórico de 40 anos sem vitória pela competição, com a vitória sobre o Peru por 2 a 0. Antes disso, a Venezuela só havia vencido em uma oportunidade: na edição de 1967, no Uruguai, derrotou a Bolívia por 3 a 0. Após a Copa América, a FVF decidiu ampliar o número de equipes participantes do campeonato nacional, de doze para dezoito.

## Estádios
Entre os melhores estádios de futebol do país estão o Estadio José Encarnación Romero e o Estadio Polideportivo de Pueblo Nuevo.

## Clubes
O clube com mais títulos no Campeonato Venezuelano de Futebol é o Caracas com 11 seguido do Deportivo Táchira com 8 títulos.O atual campeão é o Zamora que vem tendo a  hegemonia no cenário nacional conquistando 4 das ultimos 5 ediçoes 2012,2013,2015 e 2016.
O Caracas e o clube que tem mais titulo nacionais com 16 titulos seguido do Deportivo Galicia 9 titulos,Deportivo Táchira 8, Deportivo Petare 8 e Zamora com 6.
Caracas (11L)(5C)
Deportivo Galicia (4L)(5C)
Deportivo Táchira(8L)
Deportivo Petare(5L)(3C)
Zamora(4L)(2C)

## Jogadores
A Venezuela conta com futebolistas famosos que jogam em diversas partes do mundo, como o meia-central Yangel Herrera, do Manchester City, da Inglaterra. Também se destacam os meias Darwin Machís e Yeferson Soteldo, os atacantes Josef Martínez e Salomón Rondón, e o goleiro Wuilker Faríñez.